# Hope You're Happy, Lemon
Hope You're Happy, Lemon (クソ女に幸あれ, Kuso Onna ni Sachiare) est un manga en ligne créé par Mizuki Kishikawa publiée sur la plateforme en ligne Shōnen Jump+ de l'éditeur Shueisha depuis octobre 2023. La version française est éditée par Mana Books depuis février 2025.

## Synopsis
En tant que collégien, Sunao Akiyoshi était en couple avec son ami d'enfance Lemon Nishikawa. Un jour, Lemon avoue à Sunao qu'elle l'a trompé avec trois hommes différents et rompt avec lui. Depuis ce jour, Sunao a du mal à tourner la page avec Lemon, mais malgré cela, il commence une nouvelle vie à l'université et essaie de commencer une nouvelle relation avec une autre étudiante et membre du club de cinéma ,Natsumi Kogahara. Plus tard, il retrouve Lemon de manière inattendue lors d'une sortie. Le lendemain, il se réveille dans le corps de Lemon, et Lemon se retrouve dans le corps de Sunao. Sunao découvre plus tard que Lemon est étudiante dans une école prestigieuse et qu'elle est colocataire avec Kogahara.

## Personnages
Sunao Akiyoshi (秋吉直, Akiyoshi Sunao)
Il s'agit du personnage principal. Depuis la fin de sa relation avec Lemon, Sunao est hanté par des cauchemars d'elle. Il essaie de commencer une relation avec Kogahara et finit par sortir avec elle, mais son plan est contrarié par un échange soudain de corps avec Lemon, forçant Lemon dans le corps de Sunao à aller au rendez-vous avec Kogahara.
Lemon Nishikawa (西川檸檬, Nishikawa Remon)
Il s'agit du persoonnage féminin principal. Elle était excitée lorsqu'elle a retrouvé Sunao des années après sa rupture. Lemon était populaire au lycée et sa popularité continue à l'université. Lorsque soudainement son corps est échangé avec celui de Sunao, elle décide de garder l'échange de corps secret et de l'aider dans ses efforts pour commencer une relation avec Kogahara. Il est révélé plus tard que lorsque Lemon a rompu avec Sunao, elle a menti en disant l'avoir trompé et qu'elle a toujours des sentiments pour lui.
Natsumi Kogahara (小河原菜摘, Kogahara Natsumi)
Il s'agit d'une étudiante et membre du club de cinéma. Elle commence une relation avec Sunao, et est également une ancienne camarade de lycée et colocataire actuelle de Lemon Nishikawa. Elle est membre du club de cinéma de son université aux côtés de Sunao.
Suzuka (鈴鹿)
Il s'agit d'un ami proche de Sunao à l'université. Il est également membre du club de cinéma de son université aux côtés de Sunao et Kogahara. Il est logique et rationnel et a eu le béguin pour Lemon, avant de découvrir le secret de Sunao et Lemon.
Raika Asagi (浅儀来花, Asagi Raika)
Il s'agit d'un fan de Lemon qui connaît le secret de Sunao et Lemon.

## Manga
Hope You're Happy, Lemon est écrit et dessiné par Mizuki Kishikawa. Il est publié sur la plateforme de lecture en ligne Shōnen Jump+ depuis le 15 octobre 2023. L'éditeur Shueisha publie la série sous format tankōbon à partir du 1er janvier 2024. Le 4 juillet 2025, 7 volumes ont été publiés au Japon.
En octobre 2024, Mana Books annonce la publication de la version française avec la publication du premier tome le 6 février 2025.

### Liste des volumes
| no | Japonais         | Japonais          | Français        | Français          |
| no | Date de sortie   | ISBN              | Date de sortie  | ISBN              |
| -- | ---------------- | ----------------- | --------------- | ----------------- |
| 1  | 1er janvier 2024 | 978-4-08-883746-8 | 6 février 2025  | 979-1-03-550663-6 |
| 2  | 2 mai 2024       | 978-4-08-884075-8 | 3 avril 2025    | 979-1-03-550679-7 |
| 3  | 2 août 2024      | 978-4-08-884147-2 | 5 juin 2025     | 979-1-03-550699-5 |
| 4  | 4 octobre 2024   | 978-4-08-884242-4 | 21 août 2025    | 979-1-03-550711-4 |
| 5  | 4 janvier 2025   | 978-4-08-884304-9 | 2 octobre 2025  | 979-1-03-550817-3 |
| 6  | 4 avril 2025     | 978-4-08-884498-5 | 4 décembre 2025 | 979-1-03-550818-0 |
| 7  | 4 juillet 2025   | 978-4-08-884631-6 |                 |                   |
| 8  | 3 octobre 2025   | 978-4-08-884666-8 |                 |                   |

## Réception
La série s'est classée quatrième au Next Manga Awards 2024 dans la catégorie web manga.

## Œuvres
Édition japonaise
1. 1 2  (ja) « クソ女に幸あれ 1 », sur Shueisha (consulté le 13 février 2025).
2. 1 2  (ja) « クソ女に幸あれ 2 », sur Shueisha (consulté le 13 février 2025).
3. 1 2  (ja) « クソ女に幸あれ 3 », sur Shueisha (consulté le 13 février 2025).
4. 1 2  (ja) « クソ女に幸あれ 4 », sur Shueisha (consulté le 13 février 2025).
5. 1 2  (ja) « クソ女に幸あれ 5 », sur Shueisha (consulté le 13 février 2025).
6. 1 2  (ja) « クソ女に幸あれ 6 », sur Shueisha (consulté le 18 février 2025).
7. 1 2  (ja) « クソ女に幸あれ 7 », sur Shueisha (consulté le 16 mai 2025).
8. 1 2  (ja) « クソ女に幸あれ 8 », sur Shueisha (consulté le 15 août 2025).

Édition française
1. 1 2  « Hope You're Happy, Lemon! T01 », sur Mana Books (consulté le 13 février 2025).
2. 1 2  « Hope You're Happy, Lemon! T02 », sur Mana Books (consulté le 16 juillet 2025).
3. 1 2  « Hope You're Happy, Lemon! T03 », sur Mana Books (consulté le 16 juillet 2025).
4. 1 2  « Hope You're Happy, Lemon! T04 », sur Mana Books (consulté le 16 juillet 2025).
5. 1 2  « Hope You're Happy, Lemon! T05 », sur Mana Books (consulté le 15 août 2025).
6. 1 2  « Hope You're Happy, Lemon! T06 », sur manga-news (consulté le 16 juillet 2025).